# Stromboli (film)
Stromboli (italienska: Stromboli, terra di dio) är en italiensk film från 1950.

## Handling
En litauisk kvinna (spelad av Ingrid Bergman) gifter sig med en italiensk man (Mario Vitale) för att komma ut från det fångläger där hon hålls till fånga. De flyttar tillsammans till vulkanön Stromboli där mannen försörjer dem som fiskare. Kvinnan trivs dock inte alls i den för henne enformiga miljön.

## Om filmen
Filmen föregicks av att Ingrid Bergman skickade Roberto Rossellini ett brev där hon sade att hon beundrade hans verk, och vidare undrade om han hade plats för henne i någon av hans kommande filmer. Under filminspelningens gång förälskade sig Rossellini och Bergman i varandra och påbörjade en kärleksaffär trots att båda var gifta. Det utvecklades till en skandal och bidrog till att Ingrid Bergman inte tilldelades några filmroller under flera år.
Filmen tillhör den italienska neorealismen och innehåller en berömd dokumenterande scen där byns män fiskar tonfisk. Flertalet aktörer från filmen hämtades från ön.